# Lance et compte
Lance et compte, ou Cogne et gagne en France, est une série télévisée franco-suisso-québécoise écrite par Réjean Tremblay, Louis Caron et Jacques Jacob, réalisée par Jean-Claude Lord puis Richard Martin et diffusée entre le 9 septembre 1986 et 30 mars 1989 à la Télévision de Radio-Canada. Des suites ont été diffusées en 2002 sur TQS et en 2004, 2006, 2009, 2012 et 2015 sur TVA.
En 1986, lors de sa diffusion initiale, Lance et compte révolutionne le monde de la télévision au Québec. Il s'agit alors de la première série tournée dans le style cinématographique, avec de nombreux plans extérieurs, un rythme soutenu à l'américaine[Quoi ?] et des intrigues radicalement contemporaines et provocatrices. René Payant a parlé, à propos de la série, de véritable « coup d’éclat télévisuel ».
En France, seule la saison 1 a été diffusée tous les samedis à 17 h 40 du 4 avril 1987 au 4 juillet 1987 sur TF1 bien que la chaîne française demeure coproductrice de la saison 2.

## Synopsis
Cette série met en scène les hauts et les bas d'une équipe fictive de la Ligue nationale de hockey (LNH), le National de Québec (dont l'uniforme fut emprunté à celui des Nordiques de Québec), et suit la vie de ses joueurs, entraîneurs, etc., en particulier celle de la recrue étoile Pierre Lambert. L'équipe et les aventures des joueurs étaient parfois inspirées d'événements d'actualité réels, ce qui créa une confusion chez certains téléspectateurs entre l'émission et la réalité de la vie des joueurs de hockey.

### Première saison:Lance et compte: La coupe Stanley(1986)
Deux jeunes joueurs de hockey des Dragons de Trois-Rivières, Pierre Lambert (Carl Marotte) et Denis Mercure (Jean Harvey), mènent leur équipe à la Coupe Memorial, symbole de la suprématie du hockey junior canadien. Bientôt repêchés par la prestigieuse équipe de la Ligue nationale de hockey de la Vieille Capitale, le National de Québec, le camp d'entraînement crée une pression extrême qui met à dure épreuve leur amitié. Pierre Lambert craque... Et blesse, sous l'impulsion du moment, volontairement, son ami Denis, obtenant de facto, l'unique poste disponible dans l'équipe. Cette première série raconte donc l'arrivée du talentueux Pierre Lambert, rapidement acclamé comme une grande vedette, au sein du National, une équipe durement dirigée par l'entraîneur Jacques Mercier (Yvan Ponton) appuyé par le directeur-général Gilles Guilbault (Michel Forget) et dans laquelle évolue l'un des joueurs les plus adulés de la ligue, Marc Gagnon (Marc Messier), malheureusement en fin de carrière. Gilles Guilbeault et la mère de Pierre Lambert, Maroussia Lambert (Macha Méril) deviendront amoureux, tout comme la sœur de Pierre Lambert, Suzie (Marina Orsini), qui deviendra pour sa part l'amoureuse (la blonde) de Marc Gagnon.

### Deuxième saison -Lance et compte: La coupe du monde(1988)
La première Coupe du monde de hockey est un événement palpitant. L'équipe canadienne ainsi que les équipes des États-Unis, de l'Europe et de l'Union soviétique devront s'affronter ; la finale disputée à Québec opposant les deux meilleures équipes à la suite d'un tournoi disputé à Fribourg, Paris et Moscou. L'équipe du Canada est composée de certains joueurs du National de Québec, dont Pierre Lambert et Robert Martin. D'autres joueurs se joignent à d'autres équipes dont Mac Templeton avec Team USA. Gilles Guilbeault est l'entraîneur d'Équipe Canada. Durant la coupe, la saison du National continue, sous la gouverne de Marc Gagnon qui vient tout juste de se retirer comme joueur.
Plusieurs tactiques et stratégies seront vivement discutées par les dirigeants des équipes et durant ce temps, les joueurs se prépareront pour le plus grand tournoi jamais organisé. Gilles Guilbeault est subitement victime d'une attaque cardiaque. Suzie Lambert habite désormais en France pour poursuivre ses rêves de mannequinat, elle y a rencontré Patrick Devon, un talentueux joueur de hockey français qui souhaite devenir le premier à évoluer en LNH. Il est également un des joueurs importants de la formation européenne avant que le drame ne s'abatte sur lui.

### Troisième saison -Lance et compte: Sauvons le National(1989)
Pierre Lambert connait enfin la prospérité au sein de la Ligue nationale de hockey (LNH). De talentueux joueurs comme Danny Ross (Roch Voisine) et Étienne Tremblay se joignent à l'équipe .Tous livrent une féroce bataille afin d'éviter qu'un consortium dirigé par une multinationale appartenant à Joan Faulkner, ne prenne le contrôle du National de Québec. Si Mme Faulkner arrive à ses fins, la franchise sera déplacée à Hamilton. Un mouvement « Sauvons le National » est créé par Pierre Lambert, Marc Gagnon, Gilles Guilbeaut et Linda Hébert. Ils vont s'associer au public afin de racheter la franchise et garder le club à Québec.

### Les TéléfilmsLance et compte(1990-1991)
Les téléfilms ont pris l'affiche sur TVA d'octobre 1990 à avril 1991, après le refus de Radio-Canada de présenter cette nouvelle série au concept trop différent de ce qu'elle souhaitait. L'ordre de diffusion des téléfilms Lance et compte est différent de l'ordre chronologique, laissant place à certains anachronismes. L'ordre chronologique étant : Tous pour un, Le choix, Le crime de Lulu, Envers et contre tous, Le moment de vérité et Le Retour du chat.

#### Tous pour un
Marc Gagnon est forcé de démissionner de son poste d'entraîneur-chef par le successeur de Gilles Guilbeault au titre de directeur-général Maurice Pinard. Son ancien coéquipier et ami Mac Templeton est appelé à le remplacer, ce qui n'est pas sans créer de discorde avec Gagnon. Il se voit alors offrir le poste d'entraîneur de la pire équipe de la ligue de hockey junior majeur du Québec, les Draveurs de Trois-Rivières. Gagnon doit convaincre le talentueux mais troublé Maxime Morel et ses coéquipiers de jouer en équipe pour gagner. Mais lorsque Gagnon sort l'équipe de la cave du classement, il doit prendre une décision importante.

#### Le crime de Lulu
Lucien Boivin mène une vie bien chargée avec sa femme Jojo, ses enfants et le journalisme. Il accepte l'offre du hockey mineur de Charlesbourg pour diriger les Hurons, équipe conçue de toutes pièces par Michel Lauzeau, père d'un jeune de l'équipe et pour lequel il nourrit des ambitions qui frôlent régulièrement la démesure. Le fils de ce dernier, Daniel Lauzeau, fatigué de la pression insoutenable générée par son père, accuse Lulu d'attouchements sexuels. Son monde s'écroule, son supérieur Ben Bailey et l'éditeur du journal Le Matin Michel Trépanier cherchent à le pousser en vacances, sans compter les moqueries et rejets de tous. Mais le jeune Éric Paré, ami de Daniel, qui habite chez Jojo et Lulu depuis que sa mère passe des tests à l'hôpital peut jouer un rôle important dans cette affaire.

#### Le moment de vérité
Jacques Mercier, ex-entraîneur du National et des Maple Leafs, est maintenant commentateur de hockey sur le réseau TVA aux côtés de Jean-Paul Chartrand Jr. Il s'ennuie de sa femme Judy et de son fils Jimmy qui habitent à Genève en Suisse. Lorsqu'il a la chance de les revoir, Mercier se rend compte que Jimmy a bien changé. Mais lorsque Judy et Jimmy rendent visite a Jacques pour un mois, Mercier surprend Jimmy avec un autre homme. Ébranlé, Mercier chasse son fils de la maison. Est-ce que Jacques Mercier peut entretenir une relation avec un fils homosexuel, lui qui vit dans un monde plus que viril ?

#### Le choix
La nouvelle vedette du National, Jim Duchesne, que le directeur-général Marc Gagnon obtient des Whalers de Hartford en retour de Danny Ross mêne le National à une nouvelle Coupe Stanley avec l'aide des vétérans Whyte, Laberge, Étienne Tremblay et l'entraineur Mac Templeton. Duchesne obtient l'opportunité de faire démarrer sa carrière en chanson avec l'aide de la chanteuse Mélodie et doit décider s'il participera à la Coupe Canada allant même de continuer sa carrière de joueur de hockey. Duchesne se retrouvera dans un important dilemme : continuer dans le hockey comme le souhaite son directeur-général ainsi que son agent Mike Fergusson ou continuer dans le monde de la chanson et dans les bras de la belle Mélodie ?

#### Envers et contre tous
Linda Hébert, qui s'emmerde royalement comme vice-présidente aux communications de la compagnie de son conjoint Frédéric Tanner, accepte l'offre du Matin de reprendre le collier une saison comme journaliste-chroniqueuse à la section hockey. Elle tombe alors follement amoureuse du gardien recrue Steve Richard du National, qui n'est pas selon le directeur-général du National Marc Gagnon sans rappeler Ken Dryden à sa saison recrue. Mais est-ce que leur amour est possible ? Peut-elle quitter son mari Frédéric Tanner, demeurer chroniqueuse en suivant le National en restant impartiale ? Est-ce qu'elle peut accepter les punitions possibles du National envers Steve Richard et l'impact sur sa carrière ?

#### Le Retour du chat
Âgé de seulement trente ans et n'ayant joué que 13 matchs en 2 saisons, Pierre Lambert raccroche ses patins. Mais sa retraite ne lui procure pas de joie. Pierre en a marre de son poste de relations publiques au sein du National. Rapidement cantonné à un rôle de conseiller hockey par le président du National, Maître Marcel Allaire, Lambert comprend bientôt qu'il est inutile lorsqu'il apprend une transaction par la bouche d'un journaliste. Comble de l'horreur son fils Guy est frappé par la méningite et Pierre qui blâme Patricia pour la chute de Guy dans la piscine quelques jours plus tôt (événement qui n'avait finalement aucune incidence sur la santé du bambin) voit cette dernière quitter la maison, atterré de recevoir tous les torts de la situation. Pierre décide de se remettre en forme avec l'aide de Frédo, un jeune homme qui avait cherché à le cambrioler quelques jours plus tôt. Après quelques séances de boxe olympique, Pierre résorbe ses problèmes aux dos. Alors qu'il cherche à revenir au jeu, le National lui indique qu'ils n'ont aucun besoin de lui et que s'il le désire, il sera libéré. Patricia et Pierre se retrouvent, Guy sort de son impasse et Pierre reçoit une offre qui refera de lui une super vedette de la Ligue Nationale et qui fera rager le National...

### Quatrième saison -Lance et compte: Nouvelle Génération(2002)
Lance et compte : la nouvelle génération ramène les personnages quinze ans plus tard. Après les déboires du National, le maire de Québec convainc Gilles Guilbault de revenir. Celui-ci accepte en formant une équipe de direction avec Marc Gagnon, Robert Martin et, à la surprise de tous, il engage une femme, Michelle Béliveau. Lulu est rédacteur en chef du journal « Le Matin » et Pierre Lambert gère maintenant les carrières de certains nouveaux joueurs du National. Dans cette saison, on découvre de nouveaux visages tels que Francis Gagnon, le fils de Marc, qui joue maintenant pour le National, et Danny Bouchard, le nouveau héros de l'équipe. Pierre est maintenant père de quatre enfants et est veuf. Patricia est morte dans un accident d'auto quelques années auparavant. Il connaîtra des hauts et des bas avec ses enfants, mais vivra une épreuve lourde avec sa fille Jessica. Il appellera sa sœur Suzie qui vit maintenant en Europe pour qu'elle vienne l'aider à gérer le tout. Pierre n'a pas vraiment changé puisqu'il est maintenant célibataire. Il côtoiera une avocate durant quelque temps, mais trouvera le bonheur avec Michelle Béliveau.
La série de dix épisodes a été diffusée dès le 20 février 2002 à TQS.

### Cinquième saison -Lance et compte: La Reconquête(2004)
C'est une nouvelle saison qui commence pour le National de Québec, une saison qui, après avoir démarré très bien, va rapidement tourner au drame. Maroussia, la mère du grand Pierre, Suzie et Hugo rend l'âme. Maintenant rendu veuf, Guilbault sombre dans l'alcool. Suzie est appelée à revenir au pays pour s'occuper de l'entreprise de Maroussia. Lorsqu'elle reverra Marc, on voit que la flamme ne s'est jamais vraiment éteinte. Marc n'a qu'un seul et unique but : reconquérir sa belle Suzie. Il ira même jusqu'à suivre une thérapie pour changer. Le joueur-vedette du National de Québec, Danny Bouchard, vivra une période très difficile dans les bras de Valérie Nantel, une croqueuse d'hommes au charme irrésistible. Il jouera à des jeux très dangereux et fera un choix qui décidera de son avenir...

### Sixième saison -Lance et compte: La Revanche(2006)
Guy Lambert, le fils de Pierre, se joint à l’équipe du National de Québec. Dès son premier match, les problèmes commencent. Un incident majeur vient perturber la vie du jeune joueur et compromet sa carrière de hockeyeur. Comme le titre le dit si bien : Lance et compte : La Revanche, ce sera axé sur la vengeance d’Annie Girard, la veuve de Danny Bouchard, qui se vengera de la femme fatale Valérie Nantel. Annie séduira le père de Valérie et cette pauvre Valérie va très mal terminer. Tout va pour le mieux dans le couple Suzie et Marc et ils essaient même d'avoir un enfant. Suzie vend sa compagnie ainsi que la compagnie de Maroussia et s'implique dans le centre d'aide qu'Annie a fondé pour les femmes, l'Oasis. Guy a une relation avec Nadia, la fille de Chantal Fillion, procureure de la couronne qui tente par tous les moyens de le déclarer coupable de ses gestes sur la patinoire. C'est également une vengeance de Marc Gagnon. Le National est en route vers une autre coupe Stanley... Une surprise attend Marc Gagnon.

### Septième saison -Lance et compte: Le Grand Duel(2009)
Francis Gagnon, le fils du légendaire Marc Gagnon, n'est pas signé assez rapidement par Jérôme Labrie, alors il se joint à l'équipe du Canadien de Montréal. De plus, l'ancien directeur-général du National de Québec, Gilles Guilbault, devient le président-directeur général du Canadien de Montréal. Voici les deux principales raisons pour lesquelles cette saison se nomme Le Grand Duel. Ces deux nouvelles chamboulent Marc, sans compter que sa femme Suzie Lambert apprend qu'elle a le cancer. Le capitaine Mike Ludano se fait arrêter à plusieurs reprises, car deux policières lui réservent une surprise... Lulu se fait menacer par un partisan du Canadien. Finalement, Mathias Ladouceur, après avoir mis tous ses problèmes de côté et avoir rencontré une femme extraordinaire, voit son passé revenir le hanter.

### Lance et compte: Le Film (2010)
Après une rencontre hors concours disputée à Roberval, l'autobus du National est renversé, causant la mort d'une dizaine de membres du personnel du National. Guy Lambert se voit décerner le titre de capitaine d'une équipe portant le deuil et encaissant les défaites. Marc Gagnon est au bord d'une dépression. Il essaie de tout faire pour aider l’équipe, allant jusqu'à dénicher des joueurs médiocres de la ligue Américaine, des prospects des ligues mineures et des durs a cuire de ligues de second ordre. De son côté, Suzie aide un groupe d’ouvrières ayant été mises a la porte d'une usine ou elles travaillaient depuis plusieurs années. Pierre tente de trouver un moyen d'aider son fils, le National et Francis Gagnon veut aider son père à relancer le National de Québec.

### Huitième saison -Lance et compte: La déchirure(2012)
Une saison après le terrible accident qui a décimé une partie de l’équipe, le National lutte encore pour redevenir une organisation de premier plan. Mais cette «reconstruction» est compromise par les problèmes personnels de certains joueurs : le gardien de but, Alex Beauchesne, ne se présente pas à certains matchs sans donner d’explications; les problèmes de cœur de Guy Lambert l’empêchent d’être un véritable leader ; et le mystérieux Philippe Lalumière (Dave Morissette) ne laisse personne indifférent dans le vestiaire... Même Marc Gagnon n’a pas toujours la tête à entraîner son équipe, puisque sa priorité est l’adoption du petit Benoît, avec son amour de toujours, Suzie Lambert. Le dossier se complexifie quand la mère biologique de l’enfant revient dans le portrait. De son côté, Pierre Lambert réalisera qu’il n’est pas facile d’avoir comme patron Marc Gagnon, son ami et beau-frère. Lulu non plus n’a pas une vie de tout repos. En effet, une jeune journaliste d’un journal numérique, la belle et talentueuse Ilsa Trépanier, le pousse dans ses derniers retranchements.
La saison de 10 épisodes a été diffusée du 26 septembre au 28 novembre 2012 sur le réseau TVA.

### Neuvième saison -Lance et compte: La Finale(2015)
Maintenant directeur général du National, Jacques Mercier rapatrie son ancien capitaine des Canadiens : Roma Gauthier, en plus de réaliser une transaction qui enverra Michel Brassard à Détroit en retour du fougueux Scott Crawford (interprété par Joey Scarpelino) Avec deux capitaines dans le vestiaire, les relations entre les joueurs du National s'enveniment... surtout lorsque Guy Lambert rencontre la femme de Roma. Il entretient une relation avec la femme, mais y mettra fin lorsque celui-ci ce rendra compte de son erreur. De son côté, Marc Gagnon doit vivre les épreuves de la vieillesse et l'arrivée d'un nouvel enfant avec son amour Suzie est tragique pour le couple.
La neuvième saison a été diffusée en janvier 2015

## Distribution
Légende
  A : accident : indique que le personnage meurt dans l'accident survenu dans le film Lance et compte en 2010.
| Personnage             | Saison de Lance et compte | Saison de Lance et compte | Saison de Lance et compte | Saison de Lance et compte  | Saison de Lance et compte  | Saison de Lance et compte  | Saison de Lance et compte  | Saison de Lance et compte  | Saison de Lance et compte  |
| Personnage             | Saison 1 (1986)           | Saison 2 (1988)           | Saison 3 (1989)           | Saison 4 (2002)            | Saison 5 (2004)            | Saison 6 (2006)            | Saison 7 (2009)            | Saison 8 (2012)            | Saison 9 (2015)            |
| ---------------------- | ------------------------- | ------------------------- | ------------------------- | -------------------------- | -------------------------- | -------------------------- | -------------------------- | -------------------------- | -------------------------- |
| Pierre Lambert         | Carl Marotte              | Carl Marotte              | Carl Marotte              | Carl Marotte               | Carl Marotte               | Carl Marotte               | Carl Marotte               | Carl Marotte               | Carl Marotte               |
| Marc Gagnon            | Marc Messier              | Marc Messier              | Marc Messier              | Marc Messier               | Marc Messier               | Marc Messier               | Marc Messier               | Marc Messier               | Marc Messier               |
| Guy Lambert            |                           |                           |                           | Jason Roy Léveillée        | Jason Roy Léveillée        | Jason Roy Léveillée        | Jason Roy Léveillée        | Jason Roy Léveillée        | Jason Roy Léveillée        |
| Suzie Lambert-Gagnon   | Marina Orsini             | Marina Orsini             | Marina Orsini             | Marina Orsini              | Marina Orsini              | Marina Orsini              | Marina Orsini              | Marina Orsini              | Marina Orsini              |
| Maroussia Lambert      | Macha Méril               | Macha Méril               | Macha Méril               |                            |                            |                            |                            |                            |                            |
| Jacques Mercier        | Yvan Ponton               | Yvan Ponton               | Yvan Ponton               | Yvan Ponton                | Yvan Ponton                | Yvan Ponton                | Yvan Ponton                | Yvan Ponton                | Yvan Ponton                |
| Gilles Guilbault       | Michel Forget             | Michel Forget             | Michel Forget             | Michel Forget              | Michel Forget              | Michel Forget              | Michel Forget              | Michel Forget              |                            |
| Robert "Bob" Martin    | Robert Marien[A]          | Robert Marien[A]          | Robert Marien[A]          | Robert Marien[A]           | Robert Marien[A]           | Robert Marien[A]           | Robert Marien[A]           |                            |                            |
| Lucien "Lulu" Boivin   | Denis Bouchard            | Denis Bouchard            | Denis Bouchard            | Denis Bouchard             | Denis Bouchard             | Denis Bouchard             | Denis Bouchard             | Denis Bouchard             | Denis Bouchard             |
| Mac Templeton          | Éric Hoziel               | Éric Hoziel               | Éric Hoziel               | Éric Hoziel                | Éric Hoziel                | Éric Hoziel                | Éric Hoziel                | Éric Hoziel                | Éric Hoziel                |
| Francis Gagnon         | Michel Goyette            | Michel Goyette            | Yvann Thibaudeau          | Louis-Philippe Dandenault  | Louis-Philippe Dandenault  | Louis-Philippe Dandenault  | Louis-Philippe Dandenault  | Louis-Philippe Dandenault  | Louis-Philippe Dandenault  |
| Guy Drouin             |                           | Louis-Georges Girard      | Louis-Georges Girard      |                            |                            | Louis-Georges Girard       | Louis-Georges Girard       | Louis-Georges Girard       | Louis-Georges Girard       |
| Linda Hébert           | Sylvie Bourque            | Sylvie Bourque            | Sylvie Bourque            |                            |                            |                            |                            |                            |                            |
| Luc Sigouin            | Benoît Girard             |                           |                           |                            |                            |                            |                            |                            |                            |
| Denis Mercure          | Jean Harvey               | Jean Harvey               | Jean Harvey               |                            |                            |                            |                            |                            |                            |
| Ginette Létourneau     | Marie-Chantal Labelle     |                           |                           |                            |                            |                            |                            |                            |                            |
| Marilou                | Sophie Renoir             | Sophie Renoir             |                           |                            |                            |                            |                            |                            |                            |
| Jimmy Mercier          | Andrew Bednarski          | Andrew Bednarski          | Olivier Farmer            |                            |                            |                            |                            |                            |                            |
| Gilles Champagne       | Mark Brennan              |                           | Mark Brennan              |                            |                            |                            |                            |                            |                            |
| Nounou                 | Michel Daigle             | Michel Daigle             | Michel Daigle             | Michel Daigle              | Michel Daigle              |                            |                            |                            |                            |
| Patrick Devon          |                           | Hugues Profy              |                           |                            |                            |                            |                            |                            |                            |
| Paul Couture           | Jean Deschênes            | Jean Deschênes            | Jean Deschênes            |                            |                            |                            |                            |                            |                            |
| Steve Bradshaw         | David Nerman              | David Nerman              | David Nerman              |                            |                            |                            |                            |                            |                            |
| Maryse Couture         | Annette Garant            | Annette Garant            | Annette Garant            |                            |                            |                            |                            |                            |                            |
| Phil Aubry             | Thomas Donohue            |                           |                           |                            |                            |                            |                            |                            |                            |
| Judy Mercier           | Mary Lou Basaraba         | Mary Lou Basaraba         | Mary Lou Basaraba         |                            |                            |                            |                            |                            |                            |
| Gary Bennett           | Timothy Webber            |                           |                           |                            |                            |                            |                            |                            |                            |
| Constantin Kasanovski  |                           | Léo Ilial                 |                           |                            |                            |                            |                            |                            |                            |
| Natascha Michkin       |                           | Alexandra Lorska          |                           |                            |                            |                            |                            |                            |                            |
| Boris Vassilief        |                           | Antoine Mikola            |                           |                            |                            |                            |                            |                            |                            |
| Nicole Gagnon          | Lise Thouin               |                           |                           |                            |                            |                            |                            |                            |                            |
| Donat                  | Julien Poulin             |                           |                           |                            |                            |                            |                            |                            |                            |
| Jimmy Thompson         | Claude Chagnon            |                           |                           |                            |                            |                            |                            |                            |                            |
| Albert Simard          | Pierre Chagnon            |                           |                           |                            |                            |                            |                            |                            |                            |
| Ben Belley             | Gilbert Comtois           | Gilbert Comtois           | Gilbert Comtois           |                            |                            |                            |                            |                            |                            |
| Charley Giroux         | Serge Christianssens      |                           | Serge Christianssens      |                            |                            |                            |                            |                            |                            |
| Andres Johansson       | Todd Field                |                           |                           |                            |                            |                            |                            |                            |                            |
| Martial Villeneuve     |                           |                           |                           | David Alexendre            | Marc Bélanger              |                            |                            |                            |                            |
| Éric Murdoch           |                           | Bob Harding               |                           |                            |                            |                            |                            |                            |                            |
| Bill Simpson           |                           | Walter Massey             |                           |                            |                            |                            |                            |                            |                            |
| Tom Snyder             |                           | Mark McManus              |                           |                            |                            |                            |                            |                            |                            |
| John Aylmer            |                           | Len Watt                  | Len Watt                  |                            |                            |                            |                            |                            |                            |
| Gary Simpson           |                           | John St-Denis             |                           |                            |                            |                            |                            |                            |                            |
| Michel Trépanier       | Edgar Fruitier            |                           | Edgar Fruitier            |                            |                            |                            |                            |                            |                            |
| Michel Mathieu         | Martin Grignon            |                           |                           |                            |                            |                            |                            |                            |                            |
| Hugo Lambert           | Jean-Sébastien Lord       |                           | Patrick Labbé             |                            |                            |                            |                            |                            |                            |
| Debbie Gillis          |                           |                           | Nadia Paradis             |                            |                            |                            |                            |                            |                            |
| Lucie Baptiste         | France Zobda              | France Zobda              | France Zobda              |                            |                            |                            | France Zobda               |                            |                            |
| André Simon            | Richard Niquette          | Richard Niquette          | Richard Niquette          |                            |                            |                            |                            |                            |                            |
| Patricia O'connell     |                           | Isabelle Miquelon         | Isabelle Miquelon         |                            |                            |                            |                            |                            |                            |
| Dominique Cartier      |                           | Macha Grenon              |                           |                            |                            |                            |                            |                            |                            |
| Sergei Koulikov        |                           | Andrzej Jagora            | Andrzej Jagora            |                            |                            |                            |                            |                            |                            |
| Frédéric Tanner        |                           | Vania Vilers              | Vania Vilers              |                            |                            |                            |                            |                            |                            |
| André Pageau           |                           |                           | Marc-André Coallier       |                            |                            |                            |                            |                            |                            |
| Frank Burns            |                           |                           | Philip Spensley           |                            |                            |                            |                            |                            |                            |
| Marie-France Gagnon    | Véronique Poirier         | Véronique Poirier         | Valérie Valois            |                            |                            |                            | Valérie Valois             |                            |                            |
| Bob Whyte              |                           |                           | Jean-Marie Lapointe       |                            |                            |                            |                            |                            |                            |
| Jeune joueur           |                           |                           | Hugo Dubé                 |                            |                            |                            |                            |                            |                            |
| Frank Ross             |                           |                           | Claude Genest             |                            |                            |                            |                            |                            |                            |
| René Laberge           |                           |                           | Sylvain Giguère           |                            |                            |                            |                            |                            |                            |
| Johanne Hébert         |                           | Marie-Christine Doucet    | Marie-Christine Doucet    |                            |                            |                            |                            |                            |                            |
| Patrick O'Connell      |                           | Jean Mathieu              | Jean Mathieu              |                            |                            |                            |                            |                            |                            |
| Joan Faulkner          |                           |                           | Alexandra Stewart         |                            |                            |                            |                            |                            |                            |
| Vanessa Faulkner       |                           |                           | Lorraine Landry           |                            |                            |                            |                            |                            |                            |
| Marcel Allaire         |                           |                           | Marcel Sabourin           |                            |                            |                            |                            |                            |                            |
| Louis Marso            |                           |                           | Patrice L'Ecuyer          |                            |                            |                            |                            |                            |                            |
| Allan Goldman          | August Schelienberg       | August Schelienberg       | Pierre McNicoll           |                            |                            |                            |                            |                            |                            |
| Danny Ross             |                           |                           | Roch Voisine              |                            |                            |                            |                            |                            |                            |
| Étienne Tremblay       |                           |                           | Yves Soutière             |                            |                            |                            |                            |                            |                            |
| Michelle Béliveau      |                           |                           |                           | Maxim Roy                  | Maxim Roy                  | Julie McClemens[A]         | Julie McClemens[A]         |                            |                            |
| Annie Girard           |                           |                           |                           | Jessica Welsh              | Véronique Bannon           | Véronique Bannon           |                            |                            |                            |
| Danny Bouchard         |                           |                           |                           | Patrick Hivon              | Patrick Hivon              |                            |                            |                            |                            |
| Jérôme Labrie          |                           |                           |                           | Raymond Bouchard[A]        | Raymond Bouchard[A]        | Raymond Bouchard[A]        | Raymond Bouchard[A]        |                            |                            |
| Chantal Fillion        |                           |                           |                           |                            |                            | Sophie Prégent             | Sophie Prégent             | Sophie Prégent             |                            |
| Maxim Marois           |                           |                           |                           |                            |                            | Guillaume Lemay-Thivierge  | Guillaume Lemay-Thivierge  |                            |                            |
| Bouboule               |                           |                           |                           | Paul Buisson               | Paul Buisson               |                            |                            |                            |                            |
| Cathou St-Laurent      |                           |                           |                           |                            |                            | Hélène Florent             | Hélène Florent             | Hélène Florent             | Hélène Florent             |
| Nathalie Renault       |                           |                           |                           | Catherine Florent          | Catherine Florent          | Catherine Florent          | Catherine Florent          | Catherine Florent          | Catherine Florent          |
| François Mathieu       |                           |                           |                           |                            |                            | Gilles Renaud              |                            |                            |                            |
| Christine Vachon       |                           |                           |                           |                            | Chantal Lacroix            | Chantal Lacroix            | Chantal Lacroix            | Chantal Lacroix            | Chantal Lacroix            |
| Michel Chantelois      |                           |                           |                           |                            | Maxim Gaudette[A]          | Maxim Gaudette[A]          | Maxim Gaudette[A]          |                            |                            |
| Mathias Ladouceur      |                           |                           |                           | Karim Toupin-Chaieb        | Karim Toupin-Chaieb        | Karim Toupin-Chaieb        | Karim Toupin-Chaieb        | Karim Toupin-Chaieb        | Karim Toupin-Chaieb        |
| François Pétel         |                           |                           |                           | Emmanuel Auger             | Emmanuel Auger             | Emmanuel Auger             | Emmanuel Auger             | Emmanuel Auger             | Emmanuel Auger             |
| Mike Ludano            |                           |                           |                           | Peter Miller               | Peter Miller               | Peter Miller               | Peter Miller               | Peter Miller               |                            |
| Alex Beauchesne        |                           |                           |                           | Fayolle Jean Jr.           | Fayolle Jean Jr.           | Fayolle Jean Jr.           | Fayolle Jean Jr.           | Fayolle Jean Jr.           | Fayolle Jean Jr.           |
| Maurice Nadeau         |                           |                           |                           | Luc Proulx                 | Luc Proulx                 | Luc Proulx                 | Luc Proulx                 | Luc Proulx                 | Luc Proulx                 |
| Me Marcellin Maltais   |                           |                           |                           |                            |                            | Wildemir Normil            |                            |                            |                            |
| Marie-Ève Charest      |                           |                           |                           |                            |                            | Danielle Proulx            | Danielle Proulx            |                            |                            |
| Marcel Gaudreault      |                           |                           |                           |                            |                            | Daniel Pilon               |                            |                            |                            |
| Valérie Nantel         |                           |                           |                           |                            | Julie Du Page              | Julie Du Page              |                            |                            |                            |
| Carl Larouche          |                           |                           |                           |                            |                            | Frédérick Lavallée         | Frédérick Lavallée         |                            |                            |
| Dr Alain Chamberland   |                           |                           |                           |                            |                            | Denis Mercier              |                            |                            |                            |
| Jessica Lambert        |                           |                           |                           | Charli Arcouette-Martineau | Charli Arcouette-Martineau | Charli Arcouette-Martineau | Charli Arcouette-Martineau | Charli Arcouette-Martineau | Charli Arcouette-Martineau |
| Macha Lambert          |                           |                           |                           | Alyssa Labelle             | Alyssa Labelle             | Alyssa Labelle             | Alyssa Labelle             | Alyssa Labelle             | Alyssa Labelle             |
| Nadia Fillion          |                           |                           |                           |                            |                            | Valérie Chevalier          | Valérie Chevalier          |                            |                            |
| Sabine Sanscartier     |                           |                           |                           |                            |                            | Mélanie Pilon              | Mélanie Pilon              |                            |                            |
| Pierre-Marc Lambert    |                           |                           |                           | Émile Mailhiot             | Kim Olivier                | Kim Olivier                |                            |                            |                            |
| Isabelle Gagnon        |                           |                           |                           |                            | Anik Vermette              | Anik Vermette              | Anik Vermette              | Anik Vermette              | Anik Vermette              |
| La juge                |                           |                           |                           |                            |                            | Angèle Coutu               |                            |                            |                            |
| Hugo Trottier          |                           |                           |                           |                            |                            | Charles Lafortune          |                            |                            |                            |
| Me Aubert Brunelle     |                           |                           |                           |                            |                            | Norman Helms               |                            |                            |                            |
| Sergent Massicotte     |                           |                           |                           |                            |                            | Charles Gaudreau           |                            |                            |                            |
| Patricia "Mamma" Conti |                           |                           |                           | France Castel              |                            |                            |                            |                            |                            |
| Roma Gauthier          |                           |                           |                           |                            |                            |                            | Sébastien Delorme          | Sébastien Delorme          | Sébastien Delorme          |
| Partisan des canadiens |                           |                           |                           |                            |                            |                            | Jean-Michel Anctil         |                            |                            |
| Charlotte Routhier     |                           |                           |                           |                            |                            |                            | Valérie Cadieux            | Valérie Cadieux            |                            |
| Laurence Cardinal      |                           |                           |                           |                            |                            |                            | Dylane Hétu                | Dylane Hétu                |                            |
| Philippe Lalumière     |                           |                           |                           |                            |                            |                            |                            | Dave Morissette            | Dave Morissette            |
| Marie-Jo Gignac        |                           |                           |                           |                            |                            |                            |                            | Mélissa Désormeaux-Poulin  |                            |
| Benoît Gignac          |                           |                           |                           |                            |                            |                            |                            | Emmanuel Séguin            | Loïk Martineau             |
| Joannie Bernard        |                           |                           |                           |                            |                            |                            |                            | Laurence Dauphinais        | Laurence Dauphinais        |
| Ilsa Trépanier         |                           |                           |                           |                            |                            |                            |                            | Bianca Gervais             | Sarah Dagenais-Hakim       |
| Howie Maltais          |                           |                           |                           |                            |                            |                            |                            | Patrick Goyette            |                            |
| Michel Brassard        |                           |                           |                           |                            |                            |                            |                            | Dhanaé Audet-Beaulieu      | Dhanaé Audet-Beaulieu      |
| Avocat d'Howie Maltais |                           |                           |                           |                            |                            |                            |                            | Hugo Dubé                  |                            |
| Scott Crawford         |                           |                           |                           |                            |                            |                            |                            |                            | Joey Scarpellino           |
| Kim Legendre           |                           |                           |                           |                            |                            |                            |                            |                            | Lise Martin                |
| Geneviève              |                           |                           |                           |                            |                            |                            |                            |                            | Daniela Akerblom           |
| Gilles Fortier         |                           |                           |                           |                            | Gabriel Sabourin           |                            |                            |                            |                            |
| Mario Benoît           |                           |                           |                           |                            |                            |                            |                            |                            | Richard Tremblay           |

## Récompenses
1987
- Prix Gémeaux - Meilleure mini-série : Lance et compte I, Claude Héroux
- Prix Gémeaux - Meilleure réalisation : Lance et compte I, Jean-Claude Lord
- Prix Gémeaux - Meilleure direction-photo : Lance et compte I, Bernard Chentrier
- Prix Gémeaux - Meilleur montage : Lance et compte I, Yves Langlois
- Prix Gémeaux - Meilleur son d'ensemble : Lance et compte I, M. Descombes, L. Dupire, H. Blondeau, M. Bordeleau, A. Gagnon
- Prix Gémeaux - Meilleure interprétation masculine dans un rôle de soutien : Lance et compte I, Yvan Ponton

1988
- Prix Gémeaux - Meilleure réalisation : Lance et compte II, Richard Martin
- Prix Gémeaux - Meilleure direction-photo : Lance et compte II, Bernard Chentrier
- Prix Gémeaux - Meilleur montage : Lance et compte II, Jean-Marie Drot et Michel Arcand
- Prix Gémeaux - Meilleure interprétation premier rôle féminin : Lance et compte II, Sylvie Bourque
- Prix Gémeaux - Meilleure interprétation masculine dans un rôle de soutien : Lance et compte II, Marc Messier

1989
- Prix Gémeaux - Meilleure série dramatique : Lance et compte III, Claude Héroux
- Prix Gémeaux - Meilleure réalisation : Lance et compte III, Richard Martin
- Prix Gémeaux - Meilleure direction-photo : Lance et compte III, Bernard Chentrier
- Prix Gémeaux - Meilleur montage : Lance et compte III, Jean-Marie Drot
- Prix Gémeaux - Meilleur montage sonore : Lance et compte III, Michel Bordeleau et Louis Dupire
- Prix Gémeaux - Meilleur mixage sonore : Lance et compte III, Michel Borduas et Michel Descombes
- Prix Gémeaux - Meilleure interprétation premier rôle masculin : Lance et compte III, Marc Messier
- Prix Gémeaux - Meilleure interprétation masculine dans un rôle de soutien : Lance et compte III, Denis Bouchard

## Cotes d'écoute
Lance et compte a fait exploser l'audimat lors de la diffusion des trois premières séries dans les années 1980. De 1986 à 1989, les cotes d'écoutes n'ont cessé d'augmenter, rejoignant en moyenne 2 430 000 téléspectateurs. Le jeudi 23 mars 1989, Lance et compte établit un record absolu : ce soir-là, 3 227 000 téléspectateurs sont rivés à l'écran, ce qui en fait à l'époque l'auditoire le plus important jamais enregistré pour une émission de télévision québécoise. En terme pan-canadien, 44,6 % de tous les foyers francophones au Canada regardent ce soir-là l'avant-dernier épisode de la série.
Le retour de la série dans les années 2000 atteint des auditoires importants, toutefois bien en deçà de la popularité observée dans les années 1980. Plusieurs facteurs peuvent expliquer cette baisse : notons, entre autres, la multiplication des chaines spécialisées offrant un choix télévisuel beaucoup plus vaste qu'autrefois, l'aspect nouveauté de la série s'étant estompé avec le temps, la possibilité de regarder l'épisode hebdomadaire à sa convenance sur la télé numérique dès le lendemain de sa diffusion, et l'heure tardive de première diffusion, 21h, alors que la série a été diffusée à 20h dans les années 1980.

### Lance et compte I(1986)
- Épisode 01: 09-09-86 ...... 942 000
- Épisode 02: 16-09-86 ... 1 521 000
- Épisode 03: 23-09-86 ... 1 410 000
- Épisode 04: 30-09-86 ... 1 734 000
- Épisode 05: 07-10-86 ... 1 957 000
- Épisode 06: 14-10-86 ... 2 014 000
- Épisode 07: 21-10-86 ... 1 968 000
- Épisode 08: 28-10-86 ... 2 244 000
- Épisode 09: 04-11-86 ... 2 148 000
- Épisode 10: 11-11-86 ... 2 313 000
- Épisode 11: 18-11-86 ... 2 441 000
- Épisode 12: 25-11-86 ... 2 458 000
- Épisode 13: 01-12-86 ... 2 756 000
- Moyenne 1986 ... 1 993 000

### Lance et compte II(1988)
- Épisode 01: 07-01-88 ... 2 621 000
- Épisode 02: 14-01-88 ... 2 305 000
- Épisode 03: 21-01-88 ... 2 561 000
- Épisode 04: 28-01-88 ... 2 552 000
- Épisode 05: 04-02-88 ... 2 460 000
- Épisode 06: 11-02-88 ... 2 495 000
- Épisode 07: 18-02-88 ... 2 600 000
- Épisode 08: 25-02-88 ... 2 533 000
- Épisode 09: 03-03-88 ... 2 594 000
- Épisode 10: 10-03-88 ... 2 385 000
- Épisode 11: 17-03-88 ... 2 456 000
- Épisode 12: 24-03-88 ... 2 379 000
- Épisode 13: 31-03-88 ... 2 410 000
- Moyenne 1988 ... 2 488 000

### Lance et compte III(1989)
- Épisode 01: 05-01-89 ... 2 814 000
- Épisode 02: 12-01-89 ... 3 147 000
- Épisode 03: 19-01-89 ... 2 477 000
- Épisode 04: 26-01-89 ... 2 801 000
- Épisode 05: 02-02-89 ... 2 818 000
- Épisode 06: 09-02-89 ... 2 758 000
- Épisode 07: 16-02-89 ... 2 710 000
- Épisode 08: 23-03-89 ... 2 841 000
- Épisode 09: 02-03-89 ... 2 793 000
- Épisode 10: 09-03-89 ... 2 974 000
- Épisode 11: 16-03-89 ... 2 395 000
- Épisode 12: 23-03-89 ... 3 227 000
- Épisode 13: 30-03-89 ... 2 761 000
- Moyenne 1989 ... 2 808 000

### Lance et compte: Nouvelle Génération(2002)
Données non-disponibles

### Lance et compte: La Reconquête(2004)
Données non-disponibles

### Lance et compte: La Revanche(2006)
- Épisode 01: 23-09-06 ... 1 445 000
- Épisode 02: 30-09-06 ... 1 475 000
- Épisode 03: 07-10-06 ... 1 337 000
- Épisode 04: 14-10-06 ... 1 252 000
- Épisode 05: 21-10-06 ... 1 362 000
- Épisode 06: 28-10-06 ... 1 515 000
- Épisode 07: 04-11-06 ... 1 579 000
- Épisode 08: 11-11-06 ... 1 467 000
- Épisode 09: 18-11-06 ... 1 402 000
- Épisode 10: 25-11-06 ... 1 528 000
- Moyenne 2006  ... 1 436 000

### Lance et compte: Le Grand Duel(2009)
- Épisode 01: 21-09-09 ... 1 232 000
- Épisode 02: 28-09-09 ... 1 373 000
- Épisode 03: 05-10-09 ... 1 378 000
- Épisode 04: 12-10-09 ... 1 425 000
- Épisode 07: 02-11-09 ... 1 313 000
- Épisode 08: 09-11-09 ... 1 496 000
- Épisode 09: 16-11-09 ... 1 519 000
- Épisode 10: 23-11-09 ... 1 790 000
- Moyenne 2009  ... 1 423 000

### Lance et compte: La Déchirure(2012)
- Épisode 01: 26-09-12 ... 1 026 000
- Épisode 02: 03-10-12 ...... 989 000
- Épisode 03: 10-10-12 ...... 962 000
- Épisode 04: 17-10-12 ...... 992 000
- Épisode 05: 24-10-12 ...... 924 000
- Épisode 06: 31-10-12 ...... 928 000
- Épisode 07: 07-11-12 ... 1 146 000
- Épisode 08: 14-11-12 ...... 924 000
- Épisode 09: 21-11-12 ... 1 097 000
- Épisode 10: 28-11-12 ... 1 051 000
- Moyenne 2012  ... 1 004 000

### Lance et compte: La Finale(2015)
- Épisode 01: 12-01-15 ... 1 397 000
- Épisode 02: 19-01-15 ... 1 286 000
- Épisode 03: 26-01-15 ... 1 255 000
- Épisode 04: 02-02-15 ... 1 294 000
- Épisode 05: 09-02-15 ... 1 313 000
- Épisode 06: 16-02-15 ... 1 150 000
- Épisode 07: 23-02-15 ... 1 294 000
- Épisode 08: 02-03-15 ... 1 246 000
- Épisode 09: 09-03-15 ... 1 292 000
- Épisode 10: 16-03-15 ... 1 326 000
- Moyenne 2015 ... 1 285 000

## Commentaires
La première série a fait l'objet de deux suites en 1988 et 1989, dans laquelle apparaît une nouvelle vedette, Dany Ross (joué par Roch Voisine). Six téléfilms poursuivant l'histoire de Lance et compte ont été produits en 1991. Le Retour du chat est un de ces téléfilms où nous voyons Pierre Lambert faire un retour au jeu avec le Canadien de Montréal. De nouvelles séries Lance et compte : Nouvelle génération et Lance et compte : La reconquête, impliquant les héros vieillissant des premières séries et de nouvelles recrues, ont été produites en 2002 et 2004. Une suite est diffusée à l'automne 2006, intitulée Lance et compte : La revanche.
La plupart des scènes de hockey ont été filmées devant un imposant public de figurants bénévoles au Colisée de Québec pour chacun des tournages. Lors des premières saisons, afin de pouvoir tirer des scènes de hockey directement des parties des Nordiques de Québec, qui était alors l'équipe professionnelle de la ville de Québec, l'uniforme du National se distinguait par quelques modifications effectuées au logo original. Lors des scènes de parties de hockey, on peut voir les logos des Nordiques sur la patinoire et aussi dans les estrades par les spectateurs qui sont vêtus de chandails de la véritable équipe de la LNH. Réjean Tremblay a avoué vouloir donner plus de réalisme pour les scènes de hockey en montrant de véritables parties de hockey. Après la relocalisation des Nordiques à Denver, en 1995, pour y devenir l'Avalanche du Colorado, la nouvelle génération de la série n'aura plus cette possibilité.
Lance et compte a été doublé en anglais sous le titre He Shoots, He Scores.
Les cotes d'écoute de la saison 2006 sont en moyenne de 1,4 million de téléspectateurs chaque semaine.